# Pteronisis whiteleggei
Pteronisis whiteleggei är en korallart som först beskrevs av Thomson och Mackinnon 1911.  Pteronisis whiteleggei ingår i släktet Pteronisis och familjen Isididae. Inga underarter finns listade i Catalogue of Life.